# Milatuzumab
Milatuzumab è un anticorpo monoclonale umanizzato studiato per il trattamento del mieloma multiplo e di altre neoplasie ematologiche.
Questo farmaco è stato sviluppato da Immunomedics, Inc.
Il farmaco è chimicamente legato alla doxorubicina per formare un coniugato anticorpo-farmaco per il trattamento di una recidiva del mieloma multiplo. Attualmente è in corso una sperimentazione clinica di fase I/II.
Il target molecolare è l'antigene CD74.

### Milatuzumab
- (EN) L. Harivardhan Reddy e Patrick Couvreur, Macromolecular Anticancer Therapeutics, Springer, 1º giugno 2009,  pp. 521–, ISBN 978-1-4419-0506-2.